# Фукуа, Иван
Иван Уильям Фукуа (англ. Ivan William Fuqua; 9 августа 1909, Декейтер, Иллинойс — 14 января 1994, Роли) — американский легкоатлет (бег на короткие дистанции), чемпион летних Олимпийских игр 1932 года в Лос-Анджелесе, рекордсмен мира.

## Биография
Фукуа родился в Декейтере (штат Иллинойс) и окончил среднюю школу в городе Бразилия (штат Индиана), где занимался лёгкой атлетикой. Затем он продолжил играть в футбол и преуспел в лёгкой атлетике во время учёбы в Университете Индианы (Блумингтон, штат Индиана).
Фукуа был чемпионом Ассоциации американских университетов (AAU) в беге на 400 метров в 1933 и 1934 годах. На Олимпийских играх в Лос-Анджелесе Фукуа пробежал первый этап в американской команде (Иван Фукуа, Эдгар Аблович, Карл Уорнер, Билл Карр) в финале эстафеты 4×400 метров. Команда США завоевала золотые медали с новым мировым рекордом (3:08,2 секунды), опередив команды Великобритании и Канады.
После окончания школы Иван Фукуа был назначен тренером по лёгкой атлетике в Университете Коннектикута (штат Коннектикут). Во время Второй мировой войны он поступил на военно-морской флот США. Демобилизовался в 1946 году в звании капитан-лейтенанта. После службы работал тренером в Брауновском университете. Он оставался там в качестве главного тренера с 1947 по 1973 год, когда ушёл на пенсию. Позже он стал менеджером и совладельцем клуба «Galilee Beach Club» в Род-Айленде.
В 1968 году он был занесён в Зал славы наследия Род-Айленда. В 1981 году Фукуа был занесён в Зал славы Университета Брауна.